# العلاقات البوسنية الدنماركية
العلاقات البوسنية الدنماركية هي العلاقات الثنائية التي تجمع بين البوسنة والهرسك والدنمارك.

## مقارنة بين البلدين
هذه مقارنة عامة ومرجعية للدولتين:
| وجه المقارنة                                              | البوسنة والهرسك                                             | الدنمارك                                                     |
| --------------------------------------------------------- | ----------------------------------------------------------- | ------------------------------------------------------------ |
| المساحة (كم2)                                             | 51.20 ألف                                                   | 42.92 ألف                                                    |
| عدد السكان (نسمة)                                         | 3.51 مليون                                                  | 5.79 مليون                                                   |
| الكثافة السكانية (ن./كم²)                                 | 68.55                                                       | 134.9                                                        |
| العاصمة                                                   | سراييفو                                                     | كوبنهاغن                                                     |
| اللغة الرسمية                                             | اللغة البوسنوية، اللغة الكرواتية، اللغة الصربية             | اللغة الدنماركية                                             |
| العملة                                                    | مارك بوسني                                                  | كرونة دنماركية                                               |
| الناتج المحلي الإجمالي (بليون دولار)                      | 18.17 مليار                                                 | 324.87 مليار                                                 |
| الناتج المحلي الإجمالي (تعادل القوة الشرائية) بليون دولار | 41.35 مليار                                                 | 278.61 مليار                                                 |
| الناتج المحلي الإجمالي الاسمي للفرد دولار أمريكي          | 4.25 ألف                                                    | 51.99 ألف                                                    |
| الناتج المحلي الإجمالي للفرد دولار أمريكي                 | 10.43 ألف                                                   | 45.54 ألف                                                    |
| مؤشر التنمية البشرية                                      | 0.733                                                       | 0.900                                                        |
| رمز المكالمات الدولي                                      | +387                                                        | +45                                                          |
| رمز الإنترنت                                              | .ba                                                         | .dk                                                          |
| المنطقة الزمنية                                           | توقيت وسط أوروبا، ت ع م+01:00، ت ع م+02:00، أوروبا/سراييفو ‏ | توقيت وسط أوروبا، ت ع م+02:00، ت ع م+01:00، أوروبا/كوبنهاجن ‏ |

## مدن متوأمة
في ما يلي قائمة باتفاقيات التوأمة بين مدن بوسنية ودنماركية:
- ترتبط موستار مع فايله باتفاقية توأمة منذ 1996.[15][15]
- ترتبط يابلانيكا [الإنجليزية]‏ مع فايله باتفاقية توأمة.

## منظمات دولية مشتركة
يشترك البلدان في عضوية مجموعة من المنظمات الدولية، منها:
| علم المنظمة | اسم المنظمة                               | تاريخ انضمام البوسنة والهرسك | تاريخ انضمام الدنمارك |
| ----------- | ----------------------------------------- | ---------------------------- | --------------------- |
|             | مؤسسة التنمية الدولية                     | 25 فبراير 1993               | 30 نوفمبر 1960        |
|             | يونسكو                                    | 2 يونيو 1993                 | 4 نوفمبر 1946         |
|             | وكالة ضمان الاستثمار متعدد الأطراف        | 19 مارس 1993                 | 12 أبريل 1988         |
|             | مجلس أوروبا                               | 24 أبريل 2002                | ?                     |
|             | الأمم المتحدة                             | 22 مايو 1992                 | 24 أكتوبر 1945        |
|             | الاتحاد البريدي العالمي                   | ?                            | ?                     |
|             | البنك الدولي للإنشاء والتعمير             | 25 فبراير 1993               | 30 نوفمبر 1960        |
|             | اتفاقية السماوات المفتوحة                 | ?                            | ?                     |
|             | الاتحاد الدولي للاتصالات                  | 20 أكتوبر 1992               | 1866                  |
|             | منظمة حظر الأسلحة الكيميائية              | ?                            | ?                     |
|             | مؤسسة التمويل الدولية                     | 25 فبراير 1993               | 20 يوليو 1956         |
|             | المنظمة الأوروبية لسلامة الملاحة الجوية   | 2004                         | 1994                  |
|             | المركز الدولي لتسوية المنازعات الاستشارية | 13 يونيو 1997                | 24 مايو 1968          |
|             | منظمة الشرطة الجنائية الدولية             | ?                            | ?                     |
|             | منظمة الأمن والتعاون في أوروبا            | 30 أبريل 1992                | 25 يونيو 1973         |

## أعلام
هذه قائمة لبعض الشخصيات التي تربطها علاقات بالبلدين:
- داريو دوميتش (لاعب كرة قدم دنماركي، 30 يناير 1992[22] – )

## وصلات خارجية
- موقع وزارة الخارجية البوسنية
- موقع وزارة الخارجية الدنماركية